# Matthew Wearn
Matthew Wearn (Perth, 30 settembre 1995) è un velista australiano, specializzato nella classe Laser.
Ha vinto due ori olimpici nel Laser in due olimpiadi consecutive: a Tokyo 2020 e Parigi 2024
Ha vinto inoltre sei medaglie ai campionati mondiali Laser/ILCA 7, di cui 2 ori nel 2023 e nel 2024.

## Biografia
Wearn pratica vela fin dall'età di 5 anni, ispirato dalle campionesse olimpiche di Pechino 2008 Elise Rechichi e Tessa Parkinson, le quali visitarono il club locale di vela a Perth per mostrare ai giovani velisti le medaglie da loro vinte nella classe 470.
Nel 2022, in occasione degli Australia Day Honours, gli è stata conferita la medaglia dell'Ordine dell'Australia. Nel 2023 ha ricevuto il premio di miglior atleta abile maschile dell'anno awarded Male Able-Athlete of the Year agli AIS Sport Performance Awards. Nello stesso anno si è sposato con la velista belga Emma Plasschaert.

## Palmarès

### Giochi olimpici
- 2 medaglie:
  - 2 ori (Tokyo 2020 e Parigi 2024)

### Mondiali Laser/ILCA 7
- 6 medaglie:
  - 2 ori (L'Aia 2023 e Adelaide 2024)
  - 3 argenti (Aarhus 2018, Sakaiminato 2019 e Melbourne 2020)
  - 1 bronzo (Spalato 2017)